# Lac Huron
Pour les articles homonymes, voir Huron (homonymie).
Le lac Huron est l'un des cinq Grands Lacs de l'Amérique du Nord. Il sépare l'État américain du Michigan de la province canadienne de l'Ontario. La baie Georgienne, partie la plus orientale du lac Huron, délimitée par la péninsule Bruce et l'île Manitoulin, se trouve entièrement à l'intérieur du Canada ; sur ses berges se situe le parc provincial Algonquin. La baie de Saginaw, partie sud-ouest, est située entièrement aux États-Unis.

## Géographie
Le lac Huron est séparé du lac Michigan par le détroit de Mackinac ; ces deux surfaces ayant la même altitude ils constituent donc hydrologiquement une même étendue d'eau. Le lac Supérieur s'élève environ 7 mètres plus haut ; il se jette par la rivière Sainte-Marie dans le lac Huron. Ce dernier se déverse par la suite dans la rivière Sainte-Claire entre Port Huron (Michigan) et Sarnia (Ontario) ; cette rivière franchit le lac Sainte-Claire et débouche par la rivière Détroit dans le lac Érié, et ainsi par le lac Ontario et le fleuve Saint-Laurent jusqu'à l'océan Atlantique.
Le lac se trouve à 176 mètres d'altitude et atteint une profondeur maximale de 230 mètres.
Il s'étend sur 59 600 km2 et contient 3 538 km3 d'eau.
Comme les autres Grands Lacs, il a été formé par la fonte de glace pendant le recul des glaciers continentaux.
La plus grande de ses îles, l'île Manitoulin, détient le titre de la plus grande île au monde dans un lac. Elle-même comprend le lac Manitou avec le titre du plus grand lac au monde se trouvant sur une île dans un lac.
Le lac reçoit également les eaux de la Rivière Au Sable (Michigan).

## Histoire

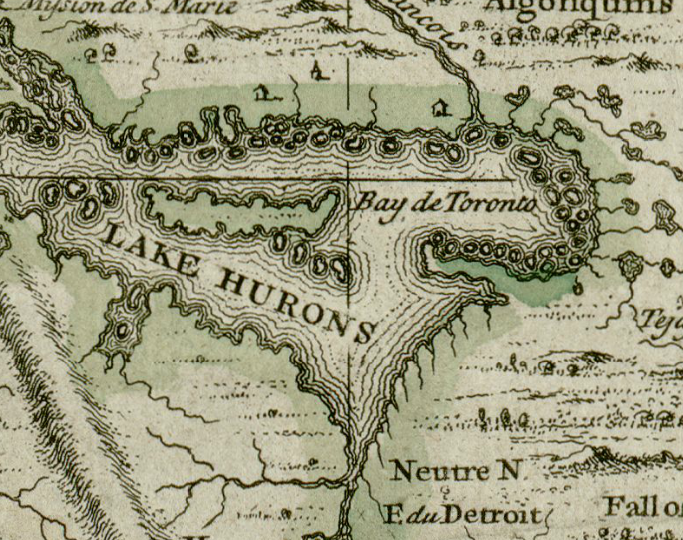
Carte britannique de 1680 du lac Huron.

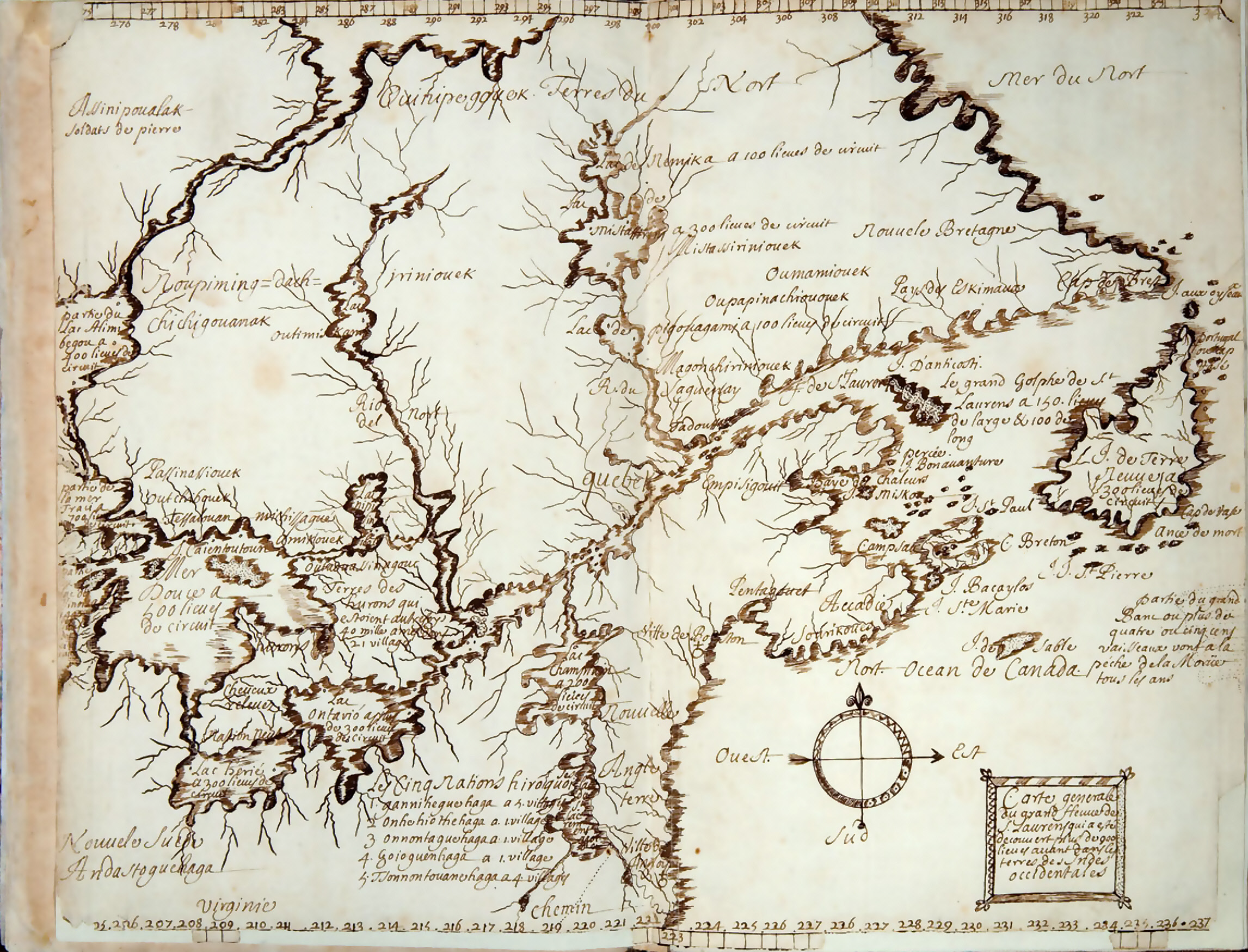
La deuxième de couverture du Codex canadensis indique la « Mer Douce a 500 lieues de circuit ».

Étienne Brûlé fut le premier Européen à voir ce lac lors de ses premiers voyages en Huronnie autour de 1615.
Son étymologie est liée à sa découverte par les trappeurs et coureurs des bois français et Canadiens français qui arpentèrent ses rives au XVIe siècle. Le lac fut d'abord appelé « La Mer Douce », c'est-à-dire d'eau douce et non d'eau salée comme toutes les mers. Selon l'explorateur Louis Hennepin, les Hurons l'appelaient Karegnondi,.
Par la suite le lac prit le nom de « lac des Hurons » à l'époque de la Nouvelle-France et de la Louisiane française. Aujourd'hui, il se nomme simplement lac Huron.
Durant la guerre d'indépendance des États-Unis, l'île Mackinac fut le théâtre de batailles entre les Britanniques et les États-Unis pour la possession de l'île. Celle-ci était l'enjeu majeur pour le contrôle des Grands Lacs et du commerce des fourrures dans la région. 

### La tempête de 1913 sur les Grands Lacs
Le 9 novembre 1913, une tempête d'une force inhabituelle s'étant formée dans la région des Grands Lacs touche de plein fouet le lac Huron. Alors que les conditions météo dans ce secteur étaient relativement normales pour une Tempête de novembre le dimanche midi, la tempête a repris de la force dans l'après-midi pour atteindre des vitesses de vents de 130 km/h voire 140 km/h en rafales. Le bilan fait état de huit navires coulés et plus de 200 personnes tuées pour ce seul lac.

## Galerie

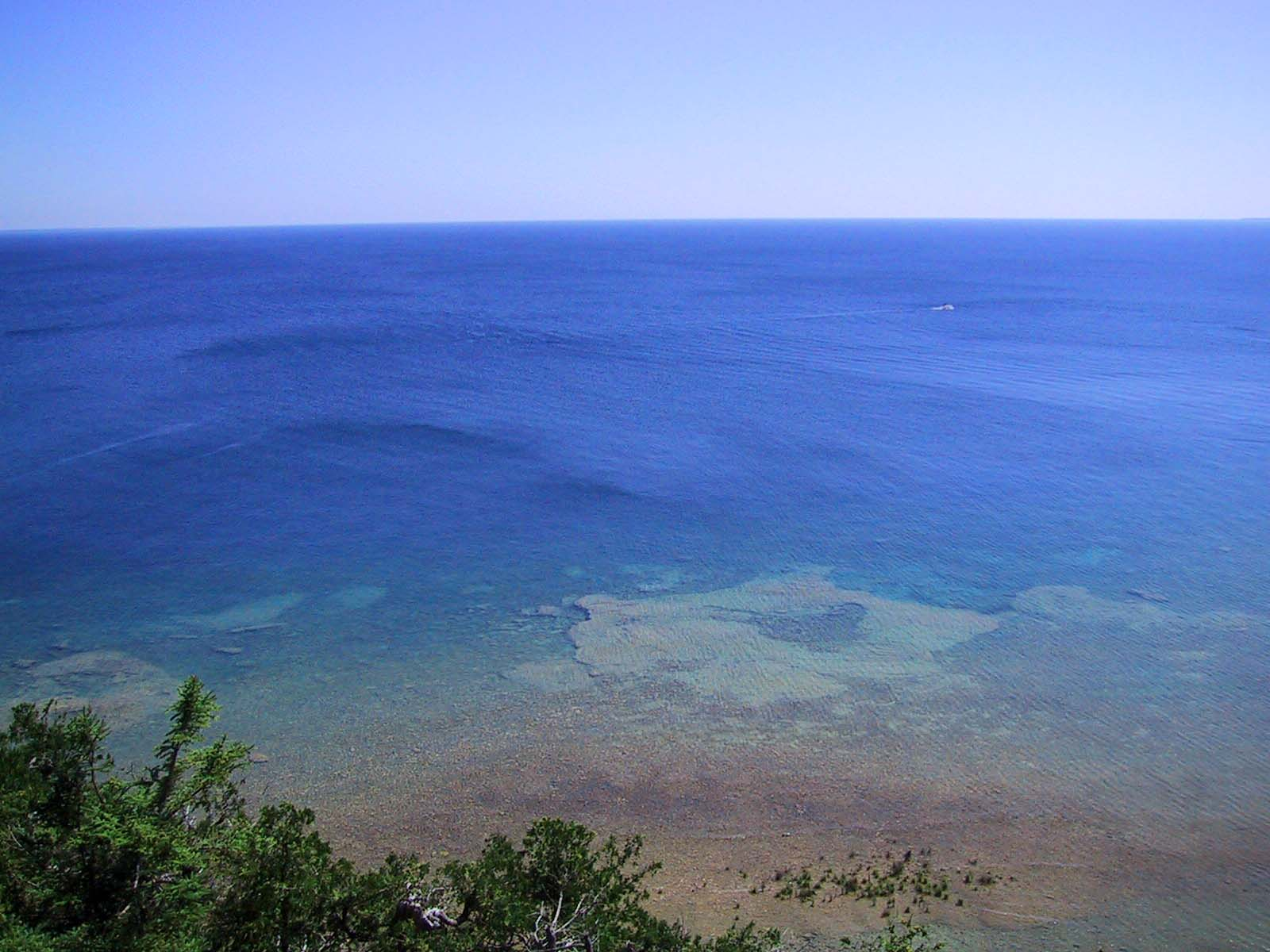
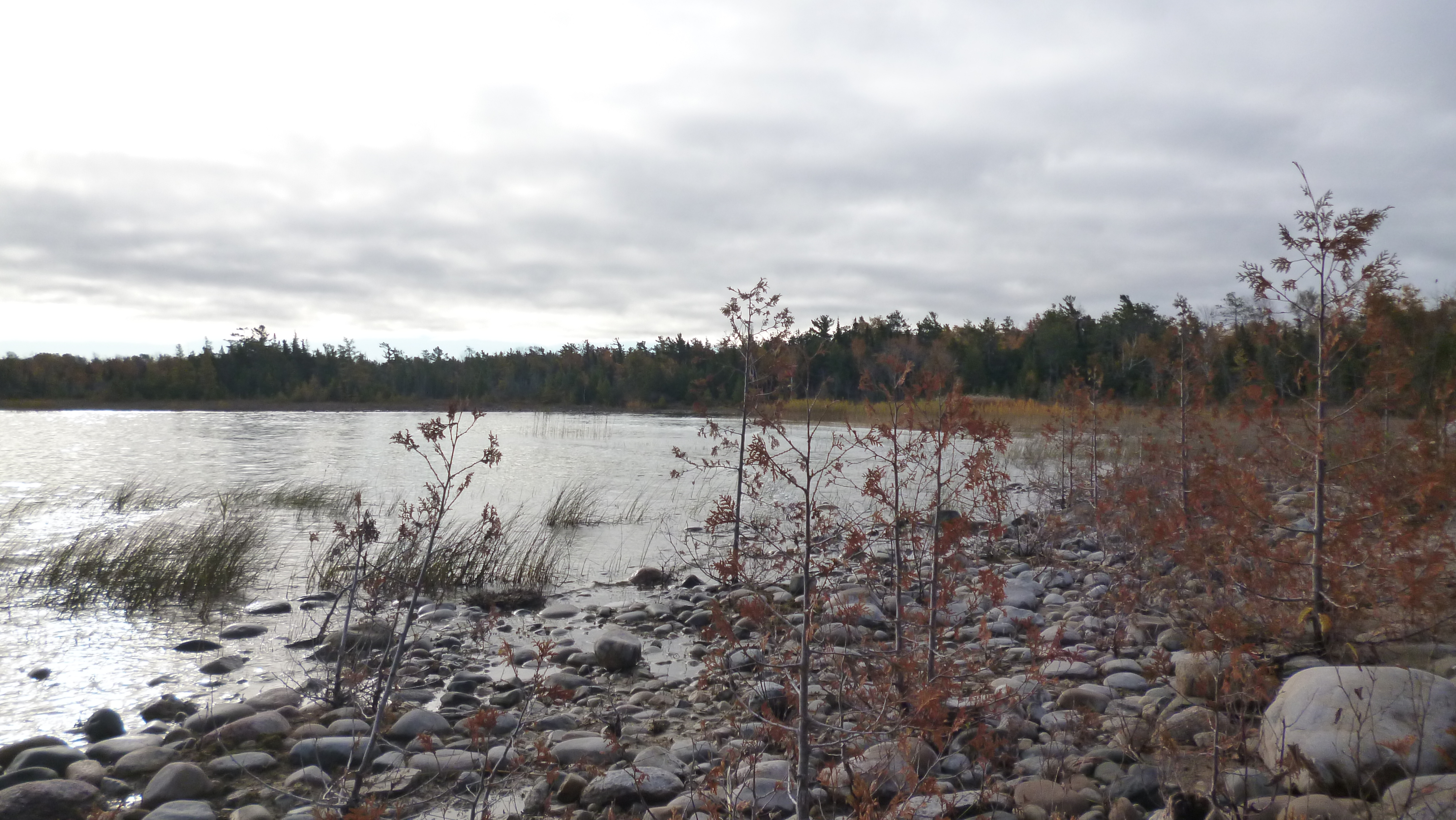
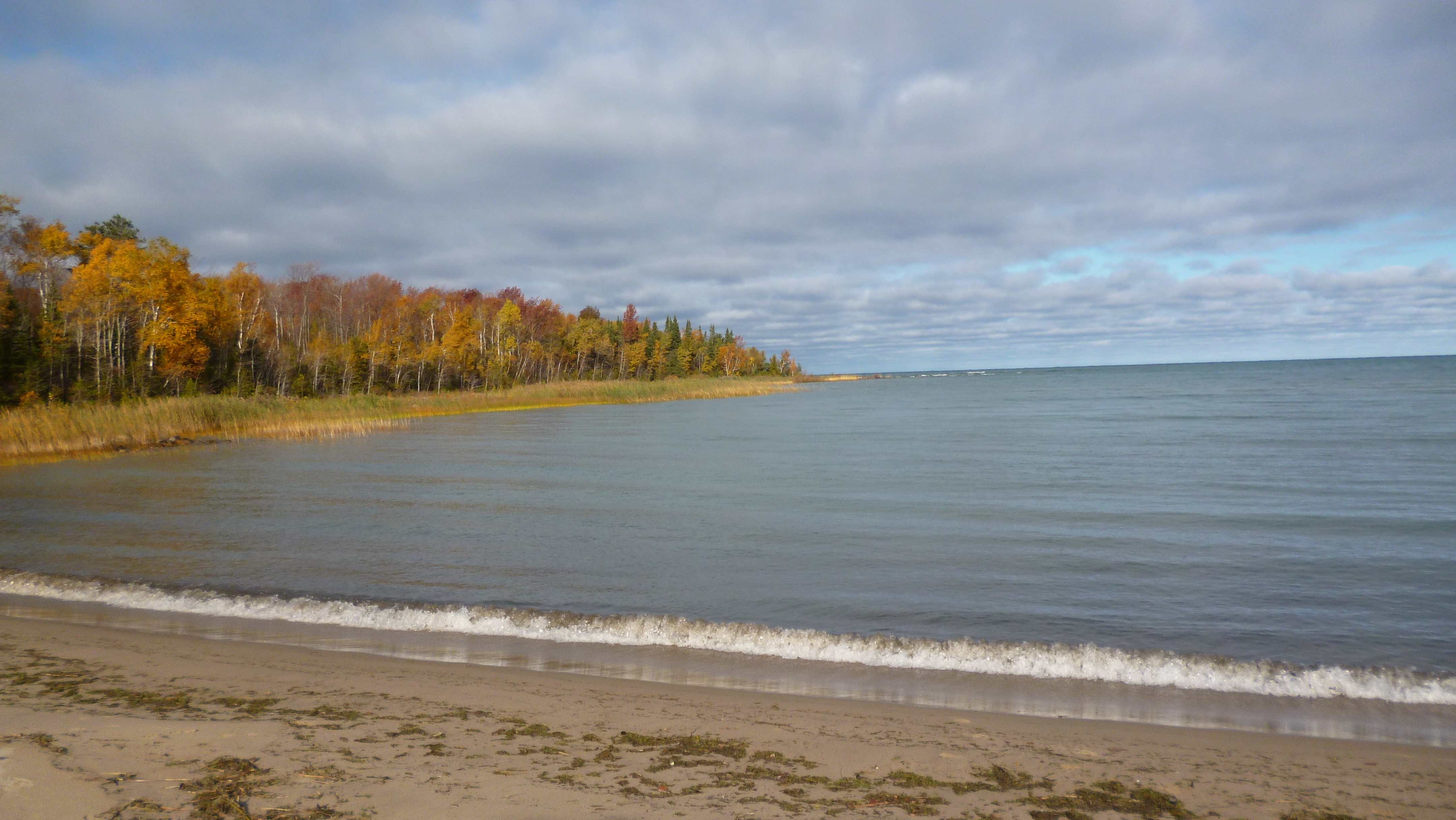